# 西本馨
西本 馨（にしもと かおる、1923年〈大正12年〉8月10日 - 2012年〈平成22年〉1月14日）は、将棋棋士。1973年引退。木見金治郎九段門下。棋士番号は52。大阪府大阪市福島区出身。

## 経歴
浪花商業在学中、野球で目を負傷。のちに徐々に視力を失う。
1940年（昭和15年）に木見金治郎九段門下となり、1944年（昭和19年）初段。
1948年（昭和23年）四段昇段（プロ入り）。
後天的に視力を失った影響は大きく、当初は好調だった成績も徐々に落ち、1958年度の第13期順位戦C級2組で0勝14敗の成績により順位戦陥落。
その後、15年間にわたって下部の予備クラス・奨励会A組（どちらも現・奨励会三段リーグに相当）で指し続けた。
1972年度前期から休場し、その後は「奨励会B組」（当時の奨励会二段以下クラスの名称）に在籍。1973年10月に引退。
1974年、第1回将棋大賞で特別賞の候補となる。
2003年1月、盤寿を迎えた。2006年には日本盲人会連合主催の全国盲人将棋大会において名誉審判長を務めた。
2012年1月14日、肺炎のため死去。88歳没。

## 人物
- 現役時から京都府舞鶴市に道場を開きアマチュアの指導にあたった[1][7]。
- 趣味は野球、相撲、浪曲[1]。好きな言葉は「人生は修行の道場なり」[8]。

## 昇段履歴
- 1940年00月00日：入門（木見金治郎九段門下）[1]
- 1944年00月00日：初段[1]
- 1948年00月00日：四段 = プロ入り[1]
- 1973年00月00日：引退
- 1974年11月03日：五段（贈五段 = 「表彰感謝の日」表彰）[9]
- 1989年11月17日：六段（贈六段 = 「将棋の日」表彰）[10]
- 2006年11月00日：七段
- 2012年01月14日：死去

## 主な戦歴
- 順位戦C級2組 11期